# Frontera natural

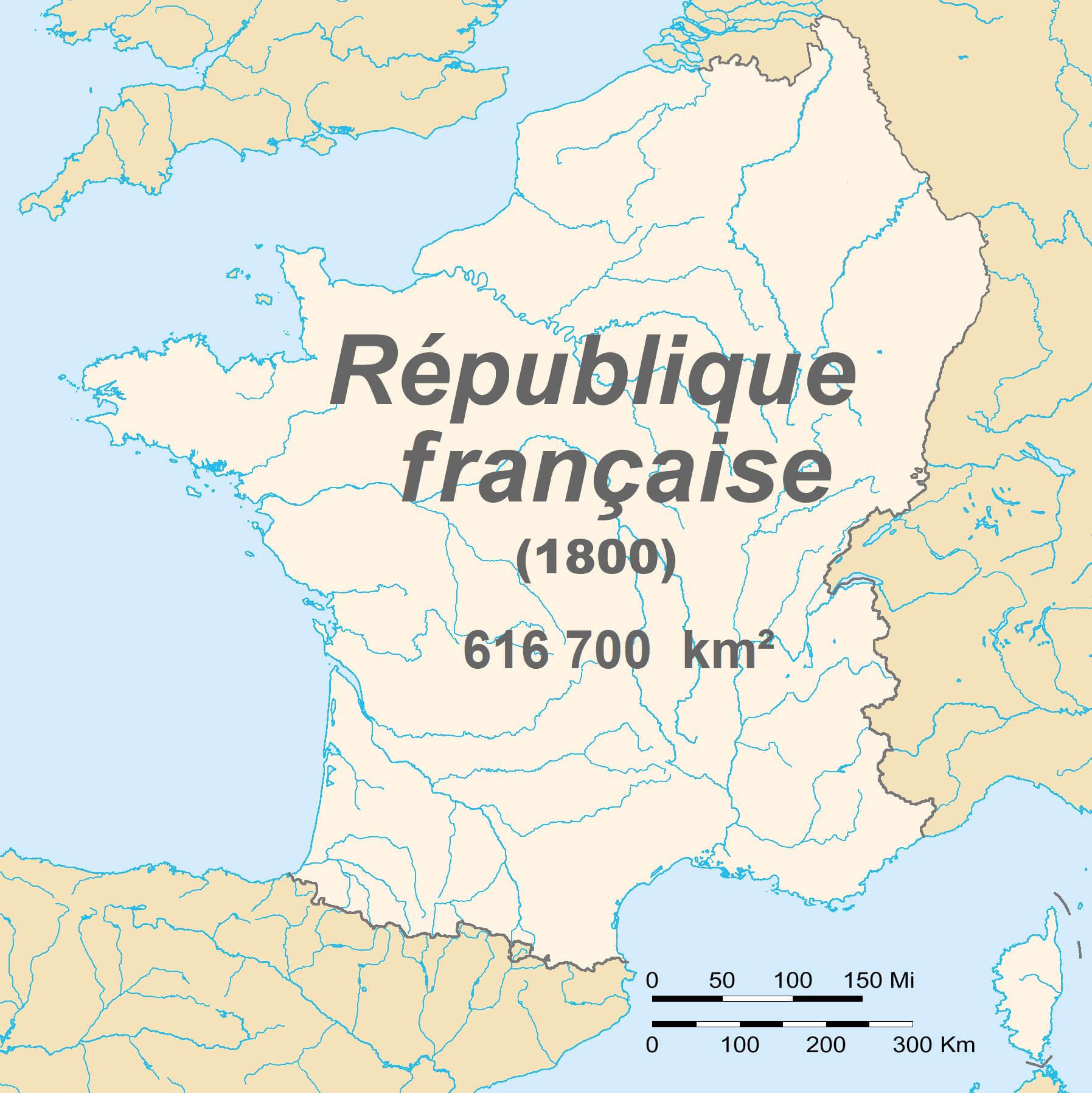
La República francesa l'any 1800. Les fronteres de França coincidien amb les fronteres naturals establertes pels revolucionaris francesos.

Una frontera natural és una frontera entre estats sobirans que és concomitant amb formacions naturals com són els rius, serralades de muntanyes, o deserts. La «doctrina de les fronteres naturals» es va desenvolupar en la cultura d'Occident al segle xvii basant-se en les idees del «natural» de Rousseau i que van desenvolupar conceptes del nacionalisme. El concepte similar a la Xina es va desenvolupar aviat en xones naturals de control.
La primera menció registrada del concepte de "frontera natural" es troba a un testament apòcrif del cardenal Richelieu del 1642.
Va ser l'any 1786, quan es va proposar novament aquesta idea. En aquell mateix any el revolucionari Anacharsis Cloots publicà Vœux d'un gallophile i es pronuncia per la «reunió» a França de la riba esquerra del riu Rin, «límit natural de la Gàl·lia».
Aquest concepte es va difondre especialment entre els jacobins. Després de la victòria de Valmy, el 20 de setembre de 1792, la Convenció Nacional exortà els soldats de perseguir l'exèrcit prussià a l'altra part del Rhin Per al general Custine, comandant de l'exèrcit del Rhin, "si el Rhin no és el límit de la República, aquesta morirà."
El 17 de desembre, la Convenció va ratificar el decret sobre l'administració revolucionària francesa dels països conquerits, preludis de l'annexió francesa de Bèlgica. Danton el 31 de gener de 1793 va afirmar que «els confins de França estan establerts per la natura, els trobem als quatre angles de l'horitzó, la riba del Rin, l'Oceà, els Pirineus i els Alps.» 
L'any 1312 la Vall d'Aran i l'any 1422 a la vall de la Varaita entre el Delfinat el Marquesat de Saluzzo presenten oscil·lacions de les fronteres naturals. A partir del segle xvi o XVIII, el concepte de frontera natural serveix per dibuixar la frontera. Pel Tractat d'Utrecht, la frontera franco-savoiana va ser fixada sobre els Alps.
Sobre la base de la doctrina de la frontera natural, els confins d'un estat han de coincidir amb límits naturals ben identificats.
Tenir fronteres naturals és estratègicament molt útil, pel fet que els exèrcits invasors poden emprar molt de temps en travessar les fronteres naturals, i poden ser fàcilment defensades militarment.
Per exemple, en la República Romana i més tard, l'Imperi Romà es va expandir contínuament fins a assolir les seves fronteres naturals: primer els Alps, posteriorment el Rin, el Danubi i el desert del Sàhara. Des de l'Edat Mitjna i més enllàfins el segle xix, França cercà d'expandir les seves fronteres naturals cap als Alps, els Pirineus, i el riu Rhin.
Als Estats Units, el Río Bravo, defineix part de la frontera entre els Estats Units i Mèxic, els moviments d'aquest riu han donat lloc a molts conflictes.